# Sandy Island (Windy Harbour)

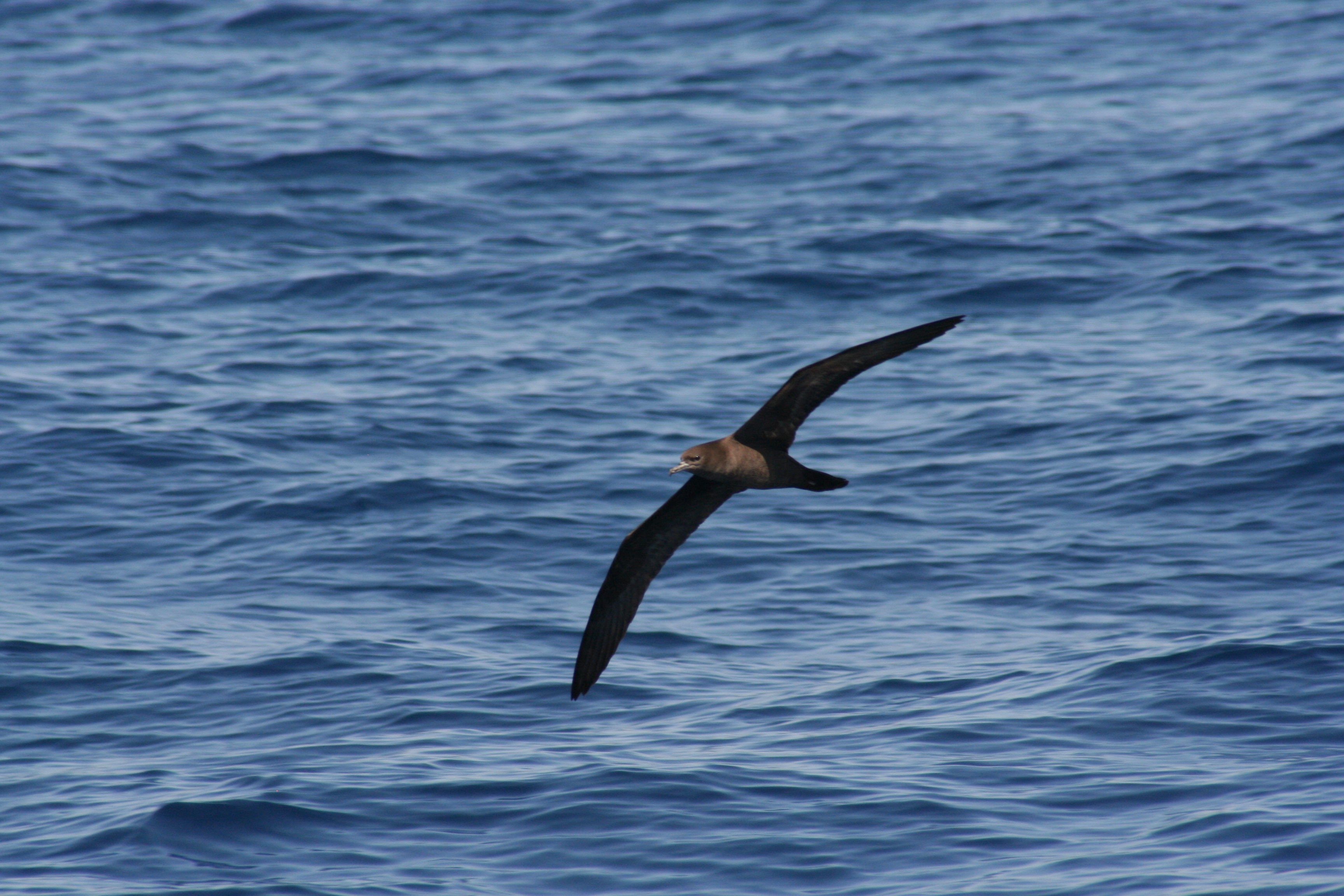
Der Sturmvogel Ardenna Carneipes, hier im Flug über dem Meer, ist auf Sandy Island eine häufig brütende Vogelart.

Sandy Island ist eine 20 Hektar große Insel, etwa fünf Kilometer vor der Küste von Windy Harbour, südlich Perth, im Südwesten West-Australiens.
Sie ist Teil des D’Entrecasteaux-Nationalparks und ein bedeutsamer Brutplatz für Seevögel.

## Beschreibung
Die Insel ist etwa von Nordwest nach Südost ausgerichtet, etwa 800 Meter lang und 300 Meter breit, flach und überwiegend sandig. Es gibt einen Abschnitt mit Kalkstein und Dünen am nordwestlichen Ende. Die südliche Küstenlinie besteht aus migmatitischem Gestein.
Die Insel sollte nicht mit der Phantominsel Sandy Island verwechselt werden, die fälschlich vor der Ostküste Australiens, in älteren Karten zwischen Queensland und Neukaledonien geführt wurde.

## Flora und Fauna

### Flora
Etwa 46 Pflanzenarten wurden erfasst. Grasarten bilden die beherrschende Vegetation, hinzu kommen unter anderem Carpobrotus rossii (im englischen Pigface = Schweinegesicht) und Lobelia anceps.

### Fauna
Die Insel ist von der Organisation BirdLife International als eine Important Bird Area (IBA, wichtiges Vogelgebiet) bewertet worden, wegen der hohen Anzahl brütender Vögel der Sturmvögel-Art Blassfuss-Sturmtaucher (Ardenna Carneipes oder Puffinus Carneipes), mit über 300 000 Brutpaaren. Hinzu kommt eine große Zahl brütender Zwergseeschwalben der Australseeschwalbe (Sternula Nereis oder Sterna Nereis), Englisch Fairy Tern. Beide Arten stehen auf der Roten Liste gefährdeter Vogelarten.  Andere Vögel, die auf der Insel brüten, sind Silbermöwen, andere Sturmvogel-Arten und der Ruß-Austernfischer (Haematopus fuliginosus).